# 河南提督
河南提督是清初統領河南軍務的最高軍事長官，為從一品官。後撤裁，由河南巡撫兼提督銜。

## 沿革
- 順治十八年（1661年），設河南提督，駐河南府。
- 康熙三年（1664年），遷往開封。
- 康熙七年（1668年），裁撤河南提督。
- 康熙十三年（1674年），復設河南提督。
- 康熙十八年（1679年），再度裁撤河南提督。
- 乾隆五年（1740年）起，河南巡撫兼提督銜。

## 歷任提督
| 姓名   | 任職時間                          | 卸職時間                  | 卸職原因   |
| ------ | --------------------------------- | ------------------------- | ---------- |
| 許天寵 | 順治十八年九月壬辰 1661年11月7日  | 康熙七年 1668年           | 裁撤       |
| 王永譽 | 康熙十三年正月庚寅 1674年3月2日   | 康熙十三年九月 1674年10月 | 改安徽提督 |
| 佟徽年 | 康熙十三年九月己丑 1674年10月27日 |                           |            |
| 李林隆 | 康熙十七年 1678年                 | 康熙十八年 1679年         | 裁撤       |